# Charlie Hodgson
Pour les articles homonymes, voir Hodgson.

a Compétitions nationales et continentales officielles uniquement.

b Matchs officiels uniquement.
Dernière mise à jour le 9-1-2017.
Charles Christopher Hodgson, né le 12 novembre 1980 à Halifax, est un joueur de rugby à XV international anglais évoluant principalement au poste de demi d'ouverture, et parfois en position de centre. 

## Carrière

### En club

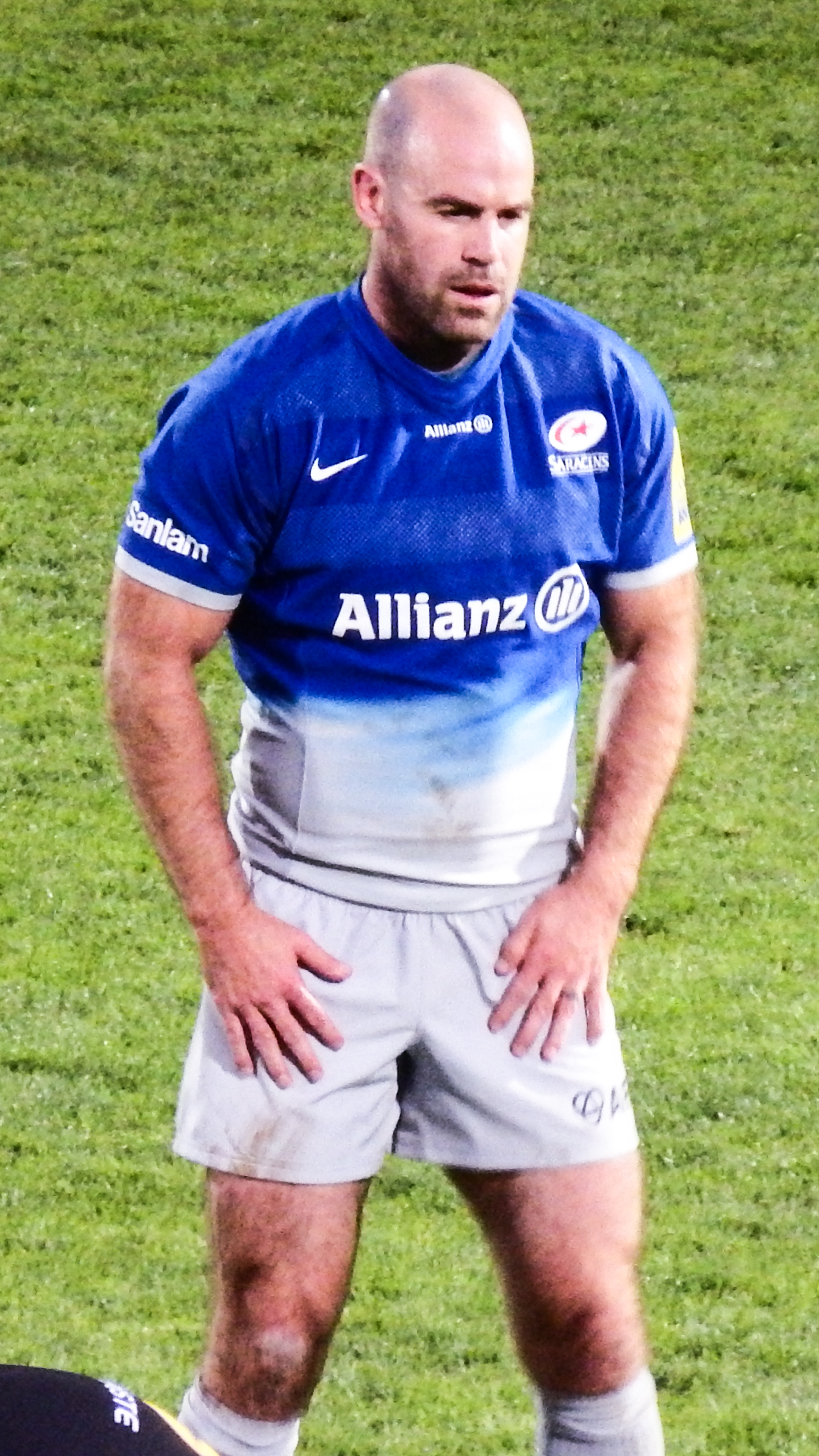
Charlie Hodgson aux Saracens en 2015.

Il commence le rugby avec le club de Old Brodleians avant de rejoindre l'équipe de l'Université de Durham. En 2000, il s'engage avec les Sale Sharks. Il dispute son premier match professionnel le 7 octobre 2000 contre le FC Auch lors d'un match comptant pour le Challenge européen. Il s'impose très vite comme titulaire et buteur du club. Fidèle, il est toutefois parti finir sa carrière aux Saracens où il joue depuis 2011. Il prend sa retraite sportive à la fin de la saison 2015-2016. Il est le meilleur marqueur de l'histoire du championnat anglais (avec 2 625 points en novembre 2020).
En 2017, il entre dans le staff des London Irish en tant qu'entraîneur responsable du jeu au pied.

### En équipe nationale
Il honore sa première cape internationale en équipe d'Angleterre le 17 novembre 2001 contre l'équipe de Roumanie. Il ne participe pas à la Coupe du monde en 2003 car il est barré par Jonny Wilkinson au poste de demi d'ouverture. En 2005, il est retenu pour la tournée en Australie des Lions avec lesquels il dispute quatre rencontres mais aucun test match. En 2012, à la suite de la retraite internationale de Jonny Wilkinson et de la blessure de Toby Flood, il se retrouve titulaire lors des deux premiers matches du Tournoi.

## Palmarès

### En club
- Vainqueur du Championnat d'Angleterre en 2006, 2015 et 2016
- Vainqueur du Challenge européen en 2002 et 2005
- Vainqueur du Trophée des champions en 2006
- Vainqueur de la Coupe d'Europe en 2016

### En équipe nationale
- Vainqueur du Grand Chelem en 2003

## Statistiques
Charlie Hodgson compte 38 sélections avec l'Angleterre, dont 28 en tant que titulaire, depuis sa première le 17 novembre 2001 à Twickenham face à l'équipe de Roumanie .  Il inscrit 269 points, huit essais, 44 transformations, 44 pénalités et trois drops.
Il participe à six éditions du Tournoi des Six Nations, en 2002, 2003, 2005, 2006, 2008 et 2012. Il dispute 18 rencontres, dont treize en tant que titulaire, et inscrit 95 points, soit trois essais, seize transformations, quinze pénalités et un drop. 